# Calocosmus hispaniolae
Calocosmus hispaniolae är en skalbaggsart som beskrevs av Fisher 1925. Calocosmus hispaniolae ingår i släktet Calocosmus och familjen långhorningar. Inga underarter finns listade.